# Grahame Morris
Pour les articles homonymes, voir Morris.
Grahame Mark Morris (né le 13 mars 1961) est un homme politique du parti travailliste britannique. Il est élu à l'élection générale de 2010 comme député d'Easington, en remplacement du député travailliste John Cummings, qui ne s'est pas représenté.

## Jeunesse et carrière
Né en 1961, Morris fait ses études à la Howletch Comprehensive School (aujourd'hui East Durham College). Il travaille comme agent scientifique de laboratoire médical dans le groupe d'hôpitaux de Sunderland, et se lance en politique depuis 1987, date à laquelle il devient conseiller de district d'Easington. Il travaille comme assistant pour le député John Cummings depuis 1997 et est également secrétaire du Parti travailliste de la circonscription d'Easington.

## Carrière parlementaire
Morris est l'un des rares députés travaillistes nouvellement élus en 2010 considérés comme politiquement à gauche du parti. Il est l'un des 16 signataires d'une lettre ouverte adressée à Ed Miliband en janvier 2015 appelant le parti à s'engager à s'opposer à davantage d'austérité, à ramener les emprises ferroviaires dans la propriété publique et à renforcer les accords de négociation collective.
Au Parlement, il est secrétaire parlementaire privé du secrétaire d'État fantôme chargé de l'énergie et du changement climatique, Meg Hillier, puis de la secrétaire en chef fantôme au Trésor Rachael Reeves. Il siège au Comité spécial de la santé.
Morris préside les Amis travaillistes de Palestine et du Moyen-Orient. Il présente la motion au Parlement demandant au gouvernement de reconnaître officiellement le statut d'État palestinien. Il est président du groupe Unite au Parlement et est un défenseur des personnes handicapées. Il s'intéresse de près aux questions de bien-être animal. Morris est l'un des 36 députés travaillistes à proposer Jeremy Corbyn comme candidat aux élections à la direction du parti travailliste de 2015.
Le 27 juin 2016, Morris est nommé au Cabinet fantôme en tant que secrétaire d'État fantôme pour les communautés et le gouvernement local et ministre fantôme de la Convention constitutionnelle.